# Transtension
La transtension est l'état dans lequel une masse rocheuse ou une zone de la croûte terrestre subit à la fois une contrainte extensive et une contrainte de décrochement. Ainsi, les régions transtensionnelles sont caractérisées à la fois par des structures d'extension (failles normales, grabens) et des structures de cisaillement (décrochements). En général, de nombreux régimes tectoniques qui auraient été auparavant définis comme de simples zones de décrochement sont en fait transtensionnels. Il est assez rare d'observer un corps subissant une extension « pure » ou un décrochement « pur ». 
Les zones de cisaillement transtensionnelles sont caractérisées par la coexistence de différentes structures, liées à la fois au décrochement et à l'extension. Les structures des éléments aux extrémités de la zone présentent des failles de décrochement et des failles normales typiques, tandis que les failles "obliques" (de différentes formes) sont largement abondantes. 

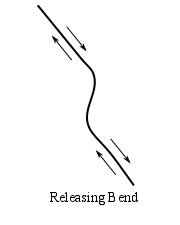
Diagramme de géométrie de faille (vue en plan) qui conduit à une transtension au niveau du virage.

Les coudes de relâchement sont des structures transtensionnelles qui se forment là où l'orientation d'une faille décrochante devient oblique par rapport au vecteur de glissement local, provoquant localement une extension (un virage à droite sur une faille dextre par exemple). Ils se forment également là où deux segments d'une faille décrochante se chevauchent, et la zone comprise entre les segments subit une transtension. Le relâchement des coudes forme souvent un prisme d'accrétion effondré (piège à hydrocarbures) ou des bassins en pull-apart.  

## Régions transtensionnelles connues
- Mer Morte[2]
- Mer de Salton
- Mer de Marmara sur la faille nord-anatolienne[3]
- Bassin de Vienne[4]